# جال بادج
جال بادج (بالإنجليزية: Gale Page)‏ هي ممثلة أمريكية، ولدت في 29 يوليو 1913 في الولايات المتحدة، وتوفيت في 8 يناير 1983 بسانتا مونيكا في الولايات المتحدة بسبب سرطان.

## أعمال

### أفلام
- (1938) أربع بنات

## وصلات خارجية
- جال بادج على موقع IMDb (الإنجليزية)
- جال بادج على موقع ألو سيني (الفرنسية)
- جال بادج على موقع أول موفي (الإنجليزية)
- جال بادج على موقع قاعدة بيانات الأفلام السويدية (السويدية)
- جال بادج على موقع إن إن دي بي (الإنجليزية)
- جال بادج على موقع قاعدة بيانات الفيلم (الإنجليزية)
- جال بادج على موقع كينوبويسك (الروسية)